# Защитники коров

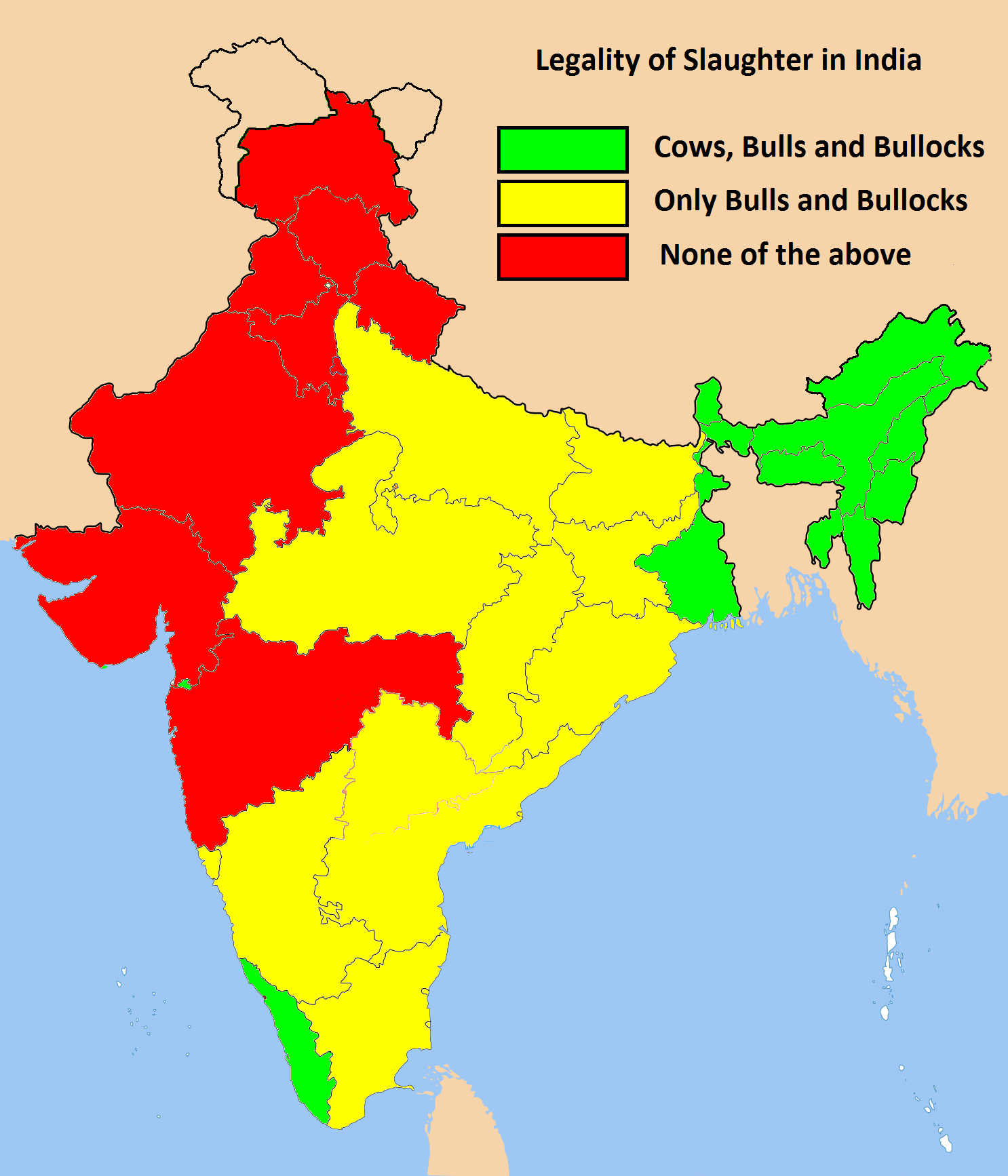
Карта легальности забоя крупного рогатого скота. На территориях, закрашенных жёлтым, разрешено убивать только быков и волов; на территориях, закрашенных красным, запрещён убой животных обоего пола.

Защита коров — индийский феномен, включающий как официальные организации, так и группы неформальных и самозваных активистов. Поскольку в индуизме корова является священным животным, которому запрещено причинять любой вред (и тем более убивать и употреблять в пищу), «защитники коров» (ед. ч. gau-raksha; мн.ч. gau-rakshak) считают своим долгом обеспечить защиту этим животным, а также преследовать тех, кто причиняет им вред.
Защита, однако, принимает различные формы. Если официальная Организация по защите коров, имеющая филиалы по всей Индии, в основном занимается собственно защитой (следит за тем, чтобы коровам были обеспечены достойные условия; собирает деньги и обустраивает загоны для их содержания и кормления, и т. п.), то группы самозваных активистов, обычно индуистские националисты, под предлогом защиты коров совершают нападения на представителей других религий, главным образом мусульман. Часто подобная «защита» оборачивается линчеванием «виновных». Нередко активисты самозваных групп устраивают демонстрации и блокируют таким образом крупные автомагистрали.